# Guyana britannica
La Guyana britannica (in inglese British Guiana) fu dal 1813 al 1966 una colonia del Regno Unito il cui territorio è corrispondente a quello dell'attuale Stato sovrano della Guyana.
La zona fu inizialmente colonizzata dagli olandesi, i quali crearono le colonie di Essequibo, Demerara e Berbice. Queste colonie vennero conquistate dai britannici nel 1796, e cedute in seguito formalmente al Regno Unito nel 1814, poi consolidate in una colonia singola nel 1831. La capitale della colonia si trovava a Georgetown (conosciuta come Stabroek prima del 1812). La Guyana diventò una nazione indipendente il 26 maggio 1966.

## Storia della colonia

### Creazione
Ci furono almeno due tentativi senza successo da parte dei britannici di colonizzare la costa nord-orientale dell'America meridionale nel XVII secolo, quando gli olandesi avevano creato due colonie nella zona: Essequibo, amministrata dalla Compagnia delle Indie Occidentali, e Berbice, amministrata dalla Associazione Berbice. Una terza colonia, Demerara, venne creata sotto direzione della Compagnia Occidentale a metà del XVIII secolo. Il controllo da parte dei britannici ebbe inizio nel 1796, quando i Paesi Bassi erano sotto il controllo della Francia e quest'ultima era in guerra con la Gran Bretagna. Una forza militare venne spedita dalla colonia delle Barbados per catturare le colonie della Repubblica Batava. Le colonie si arresero senza difficoltà.
Nel 1802 le colonie tornarono sotto il dominio della Repubblica Batava in base a quanto stabilito nel Trattato di Amiens, ma il Regno Unito riprese le colonie in meno di un anno a causa dell'ostilità della Francia a causa delle Guerre Napoleoniche, nel 1803. Le tre colonie vennero ufficialmente cedute agli inglesi con il Trattato Anglo-Olandese del 1814. Nel 1812 Essequibo e Demerara vennero unite in una singola entità, e nel 1831 ad esse venne unita anche Berbice, creando così la Guyana britannica.

### Economia
L'economia della Guyana era dominata dalla produzione di canna da zucchero fino al 1880, quando i prezzi iniziarono a scendere e ci fu il bisogno di spostare l'economia verso la coltivazione di riso, l'ingegneria mineraria e la selvicoltura. La canna da zucchero rimase comunque una delle maggiori fonti di guadagno. Sotto l'amministrazione olandese, gli stabilimenti e l'economia si concentrarono sulle piantagioni nell'entroterra. Fino al 1834 nelle piantagioni vi lavoravano molti schiavi.
Negli anni 80 dell'Ottocento vennero scoperti alcuni giacimenti d'oro e di diamanti ma non fornirono una grande ricchezza. I depositi di Bauxite si rivelarono molto più proficui. Nella colonia si svilupparono alcune piccole industrie, principalmente per la produzione di zucchero, di riso, una fabbrica di sapone, di biscotti, una distilleria.
Il Booker Group basato a Londra dominava l'economia della Guyana Britannica. I Bookers possedevano piantagioni di zucchero sin dall'inizio del XIX secolo; alla fine del secolo ne possedevano la maggioranza e nel 1950 tutte. Il successo ottenuto permise loro di espandersi internazionalmente e di avere affari nel campo della farmaceutica, dell'editoria, della pubblicità, della compravendita e del petrolio. Il Booker Group diventò il datore di lavoro maggiore nella colonia.

### Dispute territoriali

#### Confine con il Venezuela
Nel 1840 il governo britannico assegnò a Robert Hermann Schomburgk il compito di osservare e di stabilire il confine a ovest con il Venezuela. Il governo del Venezuela non accettò la Linea Schomburgk, che poneva tutto il territorio ad est del fiume Cuyuni all'interno della colonia. Il Venezuela riteneva che le terre a ovest del fiume Essequibo appartenessero alla propria nazione.
Il problema continuò ad esistere fino al 1897 quando Grover Cleveland, presidente degli Stati Uniti, favorevole al Venezuela, usò la diplomazia per cercare di fare in modo che gli inglesi accettassero un arbitrato per risolvere il problema. Un tribunale arbitrale apertosi a Parigi nel 1898 concluse il suo giudizio un anno dopo, stabilendo che il 94% del territorio andasse alla Guyana inglese. Una commissione stabilì i nuovi confini e le due nazioni accettarono le condizioni nel 1905. Severo Mallet-Prevost, consigliere legale per il Venezuela, poco prima della sua morte pubblicò una lettera dove diceva che i giudici del tribunale agirono impropriamente a causa di un accordo segreto tra Russia e Gran Bretagna.
Il problema venne lasciato da parte fino al 1962, quando il Venezuela dichiarò che il premio offerto dall'arbitrato era invalido. Il governo britannico dichiarò che l'accordo del 1899 era valido. Tutti i tentativi fatti dai disputanti per risolvere la questione non portarono alcun risultato, anche dopo la dichiarazione di indipendenza della Guyana avvenuta nel 1966. La disputa rimane aperta tuttora.

#### Confine con la Guyana olandese
Robert Schomburgk, sempre nel 1840, dovette controllare il limite orientale della colonia che confinava con la Guyana olandese. L'arbitrato del 1899 sistemò il problema del confine tra le due Guyane, britannica e olandese fissando lungo il fiume Corentyne, chiamato anche Kutari il confine fra le due colonie. I Paesi Bassi affermarono che la fonte del Corentyne, e di conseguenza il confine, era il fiume New, e non il fiume Kutari. Il governo britannico affermò nel 1900 che faceva fede l'arbitrato dell'anno precedente e che l'accettazione implicita da parte dei Paesi Bassi, del Kutari come confine lo rendeva di fatto definitivo cosa che effettivamente si verificò.
Nel 1962, i Paesi Bassi fecero richiesta formale per l'inclusione nella Guyana olandese del "Triangolo del fiume New", la regione triangolare tra il New e il Kutari nel sud-est della Guyana, trovando però l'opposizione del governo britannico che ribadiva il confine sul fiume Kutari includendo il triangolo in territorio britannico. Anche dopo il 1975 il Suriname indipendente richiese questo territorio, mentre la Guyana ereditando la posizione britannica mantenne una ferma opposizione. Nel settembre del 2007 la questione venne risolta in favore della Guyana dall'arbitrato delle Nazioni Unite.

#### Confine con il Brasile
Nel 1835 Robert Schomburgk stava controllando e prendendo dati sul territorio della Guyana per ordine del governo inglese. Mandò informazioni in patria spiegando come i portoghesi-brasiliani non controllassero effettivamente la regione e suggerì che l'impero inglese annettesse il territorio come propria colonia. La questione sulla sovranità del territorio rimase irrisolta fino al 1898, quando il Brasile accettò la proposta di rimettere la decisione ad un arbitrato: come arbitro venne scelto il re d'Italia Vittorio Emanuele III. L'avvocato Joaquim Nabuco difese gli interessi del Brasile nell'arbitrato. Nel 1904 venne raggiunta la decisione finale: Vittorio Emanuele III dichiarò che 19 630 km² dovessero andare alla Gran Bretagna e 13 570 km² al Brasile, stabilendo definitivamente i confini delle nazioni nella regione. Con questo arbitrato l'Inghilterra, tramite la sua colonia, ottenne l'accesso al Rio delle Amazzoni tramite i fiumi Ireng e Tacutu.